# Илие Чяра
Илие Чяра (на румънски: Ilie A. Ceara) е арумънски писател.

## Биография
Илие Чяра е роден на 15 февруари 1923 година в южномакедонското влашко берско село Ксироливадо, Гърция в селското семейство на Апостол Чяра и Маря Чяра, по баща Лука. Семейството му емигрира в Румъния по програмата за колонизиране на Южна Добруджа с арумъни и се установява в Каварна, където Илие Чяра завършва основно образование и гимназия. По време на Втората световна война Чяра се сражава на Източния фронт срещу Съветския съюз, а по-късно и в кампанията срещу Германия. След войната работи в областта на търговията. В 1984 година се пенсионира и се оттегля в Деж.
Чяра е автор ексклузивно на проза на арумънски език – повести, новели, пътеписи в арумънски списания – „Дещептаря“ и „Димъндаря“ в Румъния, „Зборлу а Ностру“ във Фрайбург и „Фръндза Влаха“ в Бриджпорт. Отличава се с богат и изразителен език, като смело използва неологизми за понятия, несъществуващи в езика, както и смели метафори. Чяра използва и много гърцизми от майчиния си диалект от Берско, несрещани в други арумънски диалекти.
Чяра оставя и много преводи на арумънски – „Земни извори“ на Теохар Михадаш, „Госпожица Кристина“ на Мирча Елиаде, „Макбет“ на Шекспир.
Умира в 2004 година.

## Произведения
- Ceara, Ilie A. Nihita turnari.   Syracuse NY USA, Editura Cartea Aromână,, 1991.